# Geresdlak
Geresdlak (németül: Gereschlack) község Baranya vármegyében, a Pécsváradi járásban.

## Fekvése
A Geresdi-dombság délkeleti részén fekszik, Pécsváradtól délkeletre.
A szomszédos települések: észak felől Erdősmecske, északkelet felől Feked, kelet felől Szűr, délkelet felől Himesháza, dél felől Erdősmárok, délnyugat felől Maráza, nyugat felől Kékesd, északnyugat felől pedig Fazekasboda.

### Megközelítése
Legfontosabb közúti megközelítési útvonala a Mohácstól Pécsváradig vezető 5607-es út, ez végighúzódik Geresd településrész és a tőle nyugatra elhelyezkedő Püspöklak településrész lakott területének déli részén is. Kisgeresd településrész csak egy számozatlan, alsóbbrendű önkormányzati úton érhető el, Geresd nyugati széle után észak felé letérve.
Határszélét egészen megközelíti még a Geresdi-dombság északi részén húzódó 5606-os út is, de az nem lép be a területére. Ugyancsak az északi határa közelében haladt el, a 2000-es években történt megszüntetéséig a Pécs–Bátaszék-vasútvonal is; sőt, ennek a faluhoz legközelebbi állomása, Erdősmecske vasútállomás jobban kiszolgálta a mellette létesített, geresdlaki területen működött gránitbányát, mint a névadó, több kilométerre északra fekvő Erdősmecske községet.

## Története
Két település és egy településrész, Geresd, Püspöklak és Kisgeresd egyesítéséből jött létre 1968. június 30-án.

### Geresd
Geresd már az Árpád-korban is lakott hely volt. Nevét 1292-ben említették először az oklevelek Gueresty alakban írva. A falu ekkor több birtokos kezében volt; így például öröklött része volt itt Geresdi Tamásnak, aki 1302-ben a böszörmény Mizse nádor testvérének, Ayza ispánnak híve volt, és részt vett a megyei közéletben is. 1312 előtt Geresdi Tamás megvette Hazugdi Péter és felesége, Neste itteni földjét és vejének, Hásságyi Pálnak adta át. Az átadott birtokban volt egy Sebastyanyulese nevű faluhelyet, a Gyöngyösön (Gyungys) túli trágyázott föld fele, az egész kaszáló, a mezei szántóföldek fele és a földhöz tartozó erdő. Az 1293-ból fennmaradt feljegyzések a geresdi nemeseket olasz eredetűnek mondták. Ekkor élt Gellért orvos leánya Katha, aki a nagyanyja Ech és anyja Enchebech hitbérként reá szállt részét átadta leányának Zeptének, Alapi Miklósnénak.
1295 előtt egy további birtokrész felett a baranyai várjobbágyok perlekedtek Győr nemzetségbeli Óvári Konráddal, de később lemondtak róla Konrád javára, aki azt öröklött birtokának mondta. 1295-ben Óvári Konrád a nádorfehérvári püspökkel szemben is megvédte e birtokát. 1330-ban Konrád unokái osztották ketté egymás közt a birtokot.

## Közélete

### Polgármesterei
- 1990–1994: Kiss György (független)[4]
- 1994–1998: Kiss György (független)[5]
- 1998–2002: Kiss György (független)[6]
- 2002–2006: Kiss György (független)[7]
- 2006–2010: Dr. Habjánecz Tibor (MDF)[8]
- 2010–2014: Dr. Habjánecz Attila Tibor (független)[9]
- 2014–2019: Dr. Habjánecz Attila Tibor (független)[10]
- 2019–2024: Dr. Habjánecz Attila Tibor (független)[11]
- 2024– : Dr. Habjánecz Tibor (független)[1]

## Népesség
A település népességének változása:
| Lakosok száma | 807  | 774  | 765  | 730  | 710  | 717  | 727  | 734  |
|               | 2013 | 2014 | 2015 | 2019 | 2021 | 2022 | 2023 | 2024 |

A 2011-es népszámlálás során a lakosok 81,9%-a magyarnak, 0,6% cigánynak, 0,5% horvátnak, 40,1% németnek, 0,2% románnak mondta magát (16,8% nem nyilatkozott; a kettős identitások miatt a végösszeg nagyobb lehet 100%-nál). A vallási megoszlás a következő volt: római katolikus 66,4%, református 2,7%, evangélikus 0,5%, görög katolikus 0,2%, felekezeten kívüli 7,4% (22,4% nem nyilatkozott).
2022-ben a lakosság 86,8%-a vallotta magát magyarnak, 29,1% németnek, 2,1% cigánynak, 0,7% ukránnak, 0,4% horvátnak, 0,3% lengyelnek, 0,3% románnak, 0,1% szlováknak, 4% egyéb, nem hazai nemzetiségűnek (8,9% nem nyilatkozott; a kettős identitások miatt a végösszeg nagyobb lehet 100%-nál). Vallásuk szerint 45,7% volt római katolikus, 2,1% református, 0,7% evangélikus, 0,1% görög katolikus, 0,1% egyéb keresztény, 1,4% egyéb katolikus, 17,6% felekezeten kívüli (32,1% nem válaszolt).
A 2000-es években több finn család vásárolt magának itt házat. 2013-ban már 100-150 finn állampolgár élt a 6-8 melegebb hónapban a faluban. Szinte minden házban azonnal szaunát építettek.

## Nevezetességei
- Geresdlak legnagyobb turisztikai vonzerejét mára már a minden évben megrendezésre kerülő geresdlaki Gőzgombóc Fesztivál jelenti, ahol rendszeresen több ezer látogató teszi tiszteletét.[15]
- 2007 óta minden évben elkésztik a geresdlaki Mézeskalácsfalut, mely a település mézeskalácsba sütött mása. A kiállítás egész évben látogatható.[16]
- Római katolikus temploma 1828-ban épült, Remete Szent Pál tiszteletére szentelték fel.
- Harangláb (Kisgeresd)
- Szent Flórián-szobor
- Koffán-ház (művészeti galéria)
- Német tájház
- Babakiállítás

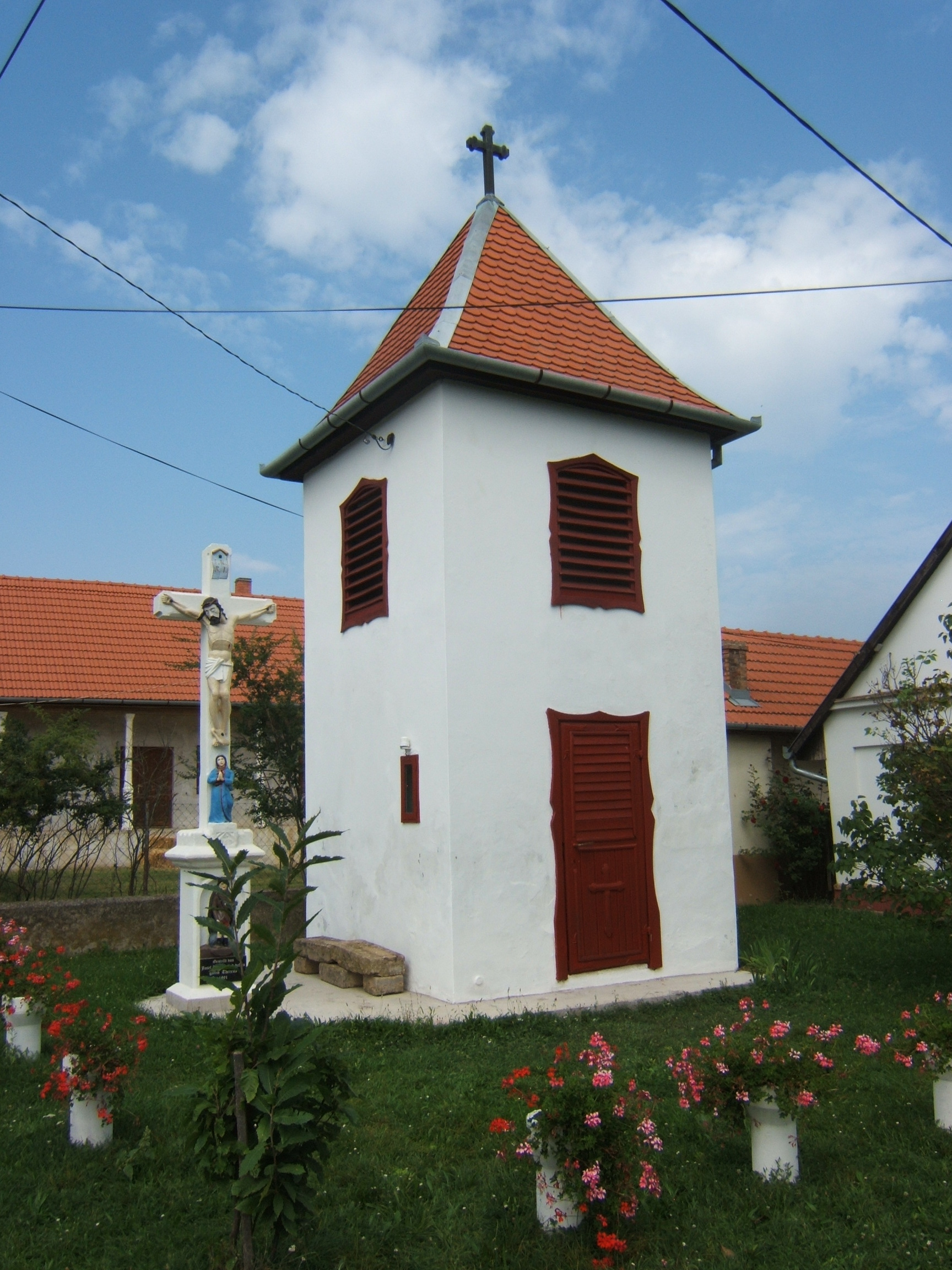
A kisgeresdi harangtorony
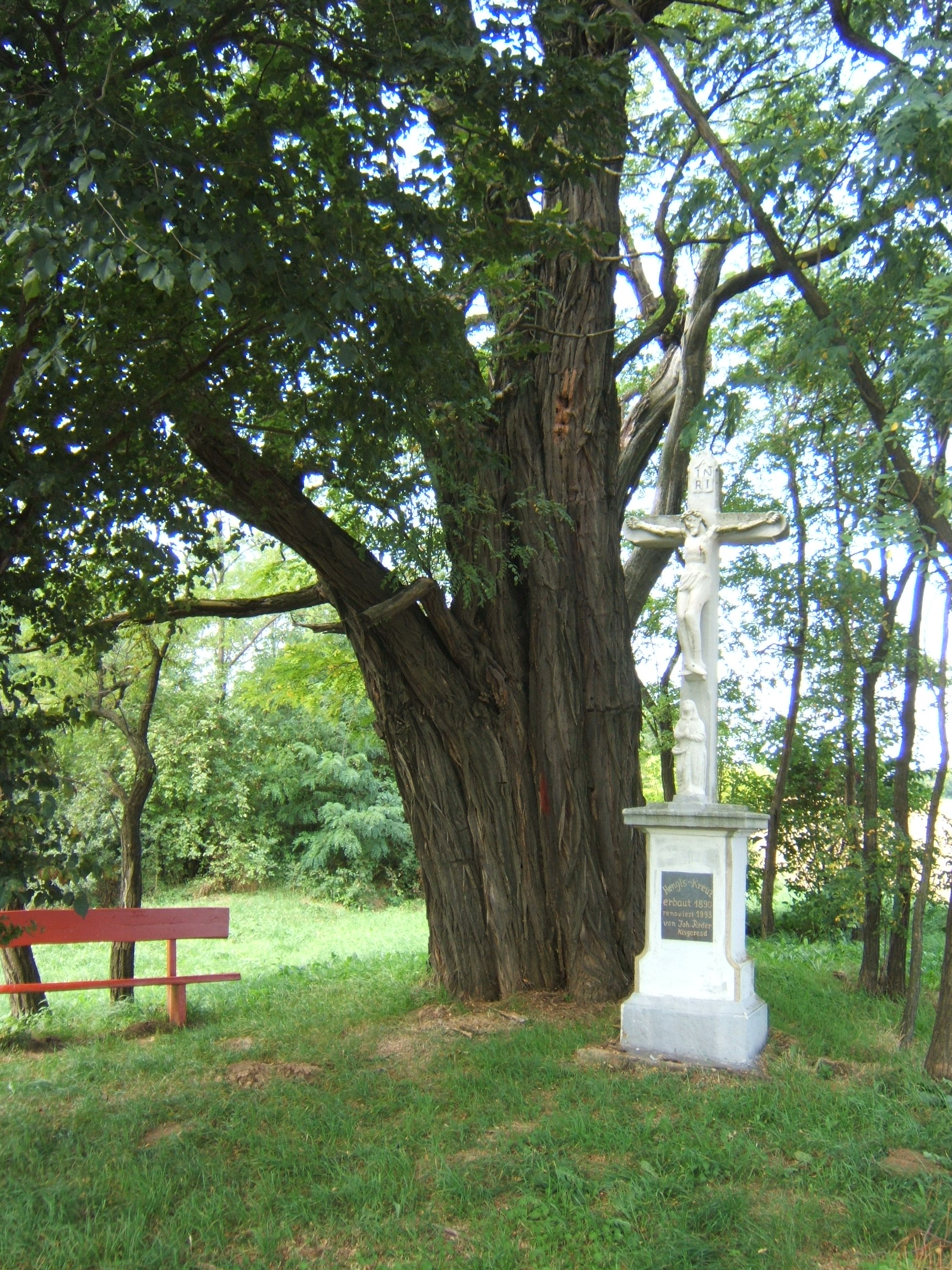
Kőkereszt és óriás akácfa Kisgeresd mellett

## Testvértelepülések
| Ország       | Település      |
| ------------ | -------------- |
| Finnország   | Uskali         |
| Finnország   | Kiihtelysvaara |
| Finnország   | Raatevaara     |
| Ausztria     | Grambach       |
| Magyarország | Zebegény       |
| Románia      | Mikóújfalu     |